# Thomas Tallis
Thomas Tallis (født ca. 1505, død ca. 23. november 1585) var en engelsk komponist fra højrenæssancen. Han komponerede primært vokalværker, hvoraf mange stadig indgår i standardrepertoiret for engelsk kormusik. Tallis betragtes som en af Englands største komponister.

## Biografi

### Tidlige liv
Man ved meget lidt om Thomas Tallis' barndom. Han blev født i begyndelsen af det 16. århundrede under kong Henrik 7.s regeringsperiode, men buddene på hans fødselsår varierer fra 1500 til 1520. Hans eneste kendte slægtning var en fætter ved navn John Sayer. Da både Tallis og Sayer er efternavne med historiske rødder i grevskabet Kent, mener de fleste, at Tallis stammede fra denne del af England.
Det er muligt, at Tallis allerede som barn sang ved hoffet som korsanger, og at han i en ung alder blev optaget som sanger ved benediktinerklosteret i Dover, hvor han måske også modtog sin uddannelse. Det er ligeledes blevet foreslået, at han som ung sang ved domkirken i Canterbury.

### Karriere
Tallis tjente som hofkomponist og musiker under flere engelske regenter: Henrik 8., Edvard 6., Maria 1. og Elizabeth 1. Han formåede at tilpasse sin musik til hver enkelt regents smag, hvilket gjorde ham til en mere alsidig komponist end samtidige kollegaer som Christopher Tye og Robert White. Trods de religiøse stridigheder i sin tid lykkedes det Tallis at holde sig uden for dem, selvom han forblev en troende katolik hele sit liv. Han underviste senere fremtrædende komponister som William Byrd og Elway Bevin.

#### 1530'erne og 1540'erne
Tallis nævnes første gang i en kilde fra 1531, hvor han under navnet "Thomas Tales" står opført som organist ved benediktinerklosteret i Dover. Her havde han ansvaret for at dirigere korsangerne fra kirkeorgelet, hvilket indbragte ham en årsløn på to pund. Da Dover-klosteret blev nedlagt i 1535 som følge af Henrik 8.s kirkereformer, måtte Tallis søge nyt arbejde.
Fra 1536 til 1538 arbejdede Tallis som sanger eller organist ved St Mary-at-Hill-kirken i London. I slutningen af 1538 rykkede han videre til augustinerklosteret i Waltham, hvor han hurtigt blev en fremtrædende skikkelse. Han havde forinden lært klosterets abbed at kende i London, da abbedens bolig lå tæt ved St Mary-at-Hill-kirken. Tallis måtte dog igen søge nye græsgange i 1540, da også dette kloster blev nedlagt af Henrik 8. Fra klosteret tog han en række musikteoretiske værker med sig, herunder nogle af renæssancekomponisten Leonel Power. Senere samme år blev han ansat som kantor ved domkirken i Canterbury, hvor han blev de næste to år.

#### Chapel Royal
Tallis blev sandsynligvis ansat ved den kongelige musikinstitution Chapel Royal (en) i 1543, selvom det er muligt, at han allerede i 1530'erne havde en tilknytning til hoffet, mens han stadig virkede ved St Mary-at-Hill-kirken i London. I et brev til dronning Elizabeth 1. fra 1577 hævdede Tallis således, at han havde "tjent Deres Majestæt og Deres forfædre de seneste fyrre år."
Omkring 1552 giftede Tallis sig formentlig for første gang med enken Joan, som tidligere havde været gift med en anden musiker ved Chapel Royal. Som mange af kapellets ansatte boede Tallis og hans hustru i Greenwich, angiveligt i et hus på Stockwell Street. Parret fik tilsyneladende aldrig børn. Maria 1. udlejede et af sine krongodser til Tallis, der som dronningens forpagter levede godt af den årlige landgilde fra de tilknyttede fæstebønder. Tallis deltog både i Maria 1.s begravelse i december 1558 og Elizabeth 1.s kroning en måned senere.
Tallis spillede en vigtig rolle som musiker ved Elizabeth 1.s hof, selvom hans indflydelse aftog med alderen. I 1575 gav dronningen Tallis og William Byrd monopol på at trykke og udgive al polyfonisk musik i England i 21 år – en enestående aftale, da trykpapir var både sjældent og kostbart. Tallis skrev musik på engelsk, latin, fransk og italiensk. Sammen med Byrd udgav han blandt andet samlingen Cantiones quae ab argumento sacrae vocantur (1575), en hyldest til Elizabeth 1. bestående af 34 værker. Samlingen solgte dog dårligt, hvilket tvang Tallis og Byrd til at søge økonomisk støtte hos dronningen. Englænderne var generelt skeptiske over for nye musikudgivelser, især når de kom fra to katolikker. For at hjælpe dem økonomisk, bortforpagtede Elizabeth 1. flere krongodser til Tallis og Byrd, så de kunne opkræve landgilde fra bønderne. Efter den fejlslagne udgivelse stoppede Tallis tilsyneladende med at komponere, da der ikke kendes værker fra hans hånd efter 1575.

#### Sidste leveår
Man ved meget lidt om Tallis' sidste år. Han står opført som ansat ved Elizabeth 1.s hof i et slotsdokument fra juni 1585. Samme år døde han i sit hjem, enten den 20. eller 23. november. Tallis blev begravet i St Alfege-kirken i Greenwich, hvilket antyder, at han boede på Stockwell Street indtil sin død. Efter hans hustru Joan døde i 1587, blev der opsat en mindeplade i messing ved Tallis' grav. Denne plade forsvandt sandsynligvis under kirkens ombygning i 1710'erne. Byrd, hans kollega og elev, skrev hyldestelegien Ye Sacred Muses (1585) til ære for Tallis.

## Indflydelse
Thomas Tallis huskes primært for sine religiøse vokalværker, og kun få instrumentalværker samt verdslige vokalværker tilskrives ham i dag.
Der findes ingen samtidige portrætter af Tallis, og der er ingen beviser for, at Gerard Vanderguchts portræt af ham fra det 18. århundrede skulle ligne den for længst afdøde komponist. Dog eksisterer en sjælden kopi af Tallis' underskrift, hvor han stavede sit navn "Tallys."
Tallis blev portrætteret af Joe Van Moyland i den fiktive Showtime-serie The Tudors (2007-10).